# نصير أباد سفلي
نصير أباد سفلي هي قرية في مقاطعة هشترود، إيران. عدد سكان هذه القرية هو 730 في سنة 2006.